# Múscul longitudinal superior de la llengua
Els múscul longitudinal superior de la llengua (musculus longitudinalis superior linguae) o múscul lingual superior, és un dels músculs intrínsecs de la llengua. La seva estructura està formada per un estrat prim de fibres obliqües i longitudinals situades immediatament sota de la membrana mucosa, al dors de la llengua.
Té l'origen en la capa fibrosa submucosa, a prop de l'epiglotis i del septe medià de la llengua; des d'aquí es dirigeix cap endavant, cap a les vores de la llengua.